# Fejervarya limnocharis
Fejervarya limnocharis är en groddjursart som först beskrevs av Johann Ludwig Christian Gravenhorst 1829.  Fejervarya limnocharis ingår i släktet Fejervarya och familjen Dicroglossidae. IUCN kategoriserar arten globalt som livskraftig. Inga underarter finns listade i Catalogue of Life.